# Pakisztán az 1984. évi nyári olimpiai játékokon
Pakisztán az egyesült államokbeli Los Angelesben megrendezett 1984. évi nyári olimpiai játékok egyik részt vevő nemzete volt. Az országot az olimpián 5 sportágban 31 sportoló képviselte, akik összesen 1 érmet szereztek.

## Érmesek
| Érem  | Versenyző | Sportág   | Versenyszám |
| ----- | --- | --------- | ----------- |
| Arany | Nemzeti válogatott Syed Ghulam Moinuddin Qasim Zia Nasir Ali Abdul Rashid Al-Hasan Ayaz Mahmood Naeem Akhtar Kalimullah Manzoor Hussain Hassan Sardar Hanif Khan Khalid Hamid Shahid Ali Khan Tauqir Dar Ishtiaq Ahmed Salim Sherwani Mushtaq Ahmed | Gyeplabda | Férfi       |

## Atlétika
Férfi
| Versenyző         | Versenyszám | Előfutam | Előfutam | Előfutam | Negyeddöntő | Negyeddöntő | Negyeddöntő | Elődöntő | Elődöntő | Elődöntő | Döntő   | Döntő    |
| Versenyző         | Versenyszám | Idő      | Hely.    | Össz.    | Idő         | Hely.       | Össz.       | Idő      | Hely.    | Össz.    | Idő     | Helyezés |
| ----------------- | ----------- | -------- | -------- | -------- | ----------- | ----------- | ----------- | -------- | -------- | -------- | ------- | -------- |
| Muhammad Mansha   | 100 m       | 10,87    | 7.       | 59.*     | kiesett     | kiesett     | kiesett     | kiesett  | kiesett  | kiesett  | kiesett | kiesett  |
| Muhammad Mansha   | 200 m       | 22,04    | 6.       | 58.      | kiesett     | kiesett     | kiesett     | kiesett  | kiesett  | kiesett  | kiesett | kiesett  |
| Syed Meshaq Rizvi | 400 m       | 49,58    | 7.       | 70.      | kiesett     | kiesett     | kiesett     | kiesett  | kiesett  | kiesett  | kiesett | kiesett  |
| Syed Meshaq Rizvi | 800 m       | 1:51,29  | 5.       | 44.      | kiesett     | kiesett     | kiesett     | kiesett  | kiesett  | kiesett  | kiesett | kiesett  |

| Versenyző            | Versenyszám   | Selejtező | Selejtező | Döntő    | Döntő    |
| Versenyző            | Versenyszám   | Eredmény  | Helyezés  | Eredmény | Helyezés |
| -------------------- | ------------- | --------- | --------- | -------- | -------- |
| Muhammad Rashid Khan | Gerelyhajítás | 74,58 m   | 21.       | kiesett  | kiesett  |

* - egy másik versenyzővel azonos eredményt ért el

## Birkózás
Szabadfogású
| Versenyző    | Versenyszám | Vigaszágas kiesés | Vigaszágas kiesés | 5. helyért        | Bronz- mérkőzés   | Döntő             | Helyezés    |
| Versenyző    | Versenyszám | Ellenfél Eredmény | Hely.             | Ellenfél Eredmény | Ellenfél Eredmény | Ellenfél Eredmény | Helyezés    |
| ------------ | ----------- | --- | ----------------- | ----------------- | ----------------- | ----------------- | ----------- |
| Muhammad Gul | 74 kg       | A csoport · Ali Hussain Faris (IRQ) · kétvállas · a 2. fordulóban erőnyerő · Han Mjongu (Han Myeong-U) (KOR) · kétvállas | 8.                | kiesett           | kiesett           | kiesett           | helyezetlen |
| Abdul Majeed | 90 kg       | A csoport · Ilie Matei (ROU) · 12–0 · Edwin Lins (AUT) · 11–6 · Ismail Temiz (TUR) · 3–3 · Ed Banach (USA) · kétvállas   | 4.                | kiesett           | kiesett           | kiesett           | 7.          |

## Gyeplabda

### Férfi
| Pakisztáni férfi gyeplabdacsapat-játékoskeret                                                                                        | Pakisztáni férfi gyeplabdacsapat-játékoskeret                                                                               |
| --- | --- |
| - Syed Ghulam Moinuddin - Qasim Zia - Nasir Ali - Abdul Rashid Al-Hasan - Ayaz Mahmood - Naeem Akhtar - Kalimullah - Manzoor Hussain | - Hassan Sardar - Hanif Khan - Khalid Hamid - Shahid Ali Khan - Tauqir Dar - Ishtiaq Ahmed - Salim Sherwani - Mushtaq Ahmed |

#### Eredmények
Csoportkör
B csoport
| Csapat               | M | Gy | D | V | G+ | G– | Gk  | P |
| -------------------- | - | -- | - | - | -- | -- | --- | - |
| Nagy-Britannia (GBR) | 5 | 4  | 1 | 0 | 10 | 5  | +5  | 9 |
| Pakisztán (PAK)      | 5 | 2  | 3 | 0 | 16 | 7  | +9  | 7 |
| Hollandia (NED)      | 5 | 3  | 1 | 1 | 16 | 9  | +7  | 7 |
| Új-Zéland (NZL)      | 5 | 1  | 2 | 2 | 10 | 10 | 0   | 4 |
| Kenya (KEN)          | 5 | 1  | 0 | 4 | 5  | 14 | –9  | 2 |
| Kanada (CAN)         | 5 | 0  | 1 | 4 | 7  | 19 | –12 | 1 |

| 1984. július 29. 15:00 | Új-Zéland (NZL) | 3–3 | Pakisztán (PAK) |  |
| 1984. július 29. 15:00 | (1–1)           |     |                 |  |

| 1984. augusztus 1. 13:45 | Pakisztán (PAK) | 3–0 | Kenya (KEN) |  |
| 1984. augusztus 1. 13:45 | (3–0)           |     |             |  |

| 1984. augusztus 3. 15:30 | Hollandia (NED) | 3–3 | Pakisztán (PAK) |  |
| 1984. augusztus 3. 15:30 | (2–1)           |     |                 |  |

| 1984. augusztus 5. 15:30 | Pakisztán (PAK) | 7–1 | Kanada (CAN) |  |
| 1984. augusztus 5. 15:30 | (5–0)           |     |              |  |

| 1984. augusztus 7. 8:00 | Nagy-Britannia (GBR) | 0–0 | Pakisztán (PAK) |  |
| 1984. augusztus 7. 8:00 |                      |     |                 |  |

Elődöntő
| 1984. augusztus 9. 15:00 | Pakisztán (PAK) | 1–0 | Ausztrália (AUS) |  |
| 1984. augusztus 9. 15:00 | (1–0)           |     |                  |  |

Döntő
| 1984. augusztus 11. 13:15 | Pakisztán (PAK) | 2–1 (h. u.) | NSZK (FRG) |  |
| 1984. augusztus 11. 13:15 | (0–0, 1–1)      |             |            |  |

| Csapat          | Helyezés |
| --------------- | -------- |
| Pakisztán (PAK) |          |

## Ökölvívás
| Versenyző          | Versenyszám     | Selejtező                 | 32-es főtábla                  | Nyolcaddöntő                 | Negyeddöntő       | Elődöntő          | Döntő             | Helyezés |
| Versenyző          | Versenyszám     | Ellenfél Eredmény         | Ellenfél Eredmény              | Ellenfél Eredmény            | Ellenfél Eredmény | Ellenfél Eredmény | Ellenfél Eredmény | Helyezés |
| ------------------ | --------------- | ------------------------- | ------------------------------ | ---------------------------- | ----------------- | ----------------- | ----------------- | -------- |
| Barbar Ali Khan    | Harmatsúly      | erőnyerő                  | Firmin Abissi (BEN) · 5:0      | Robinson Pitalúa (COL) · 0:5 | kiesett           | kiesett           | kiesett           | 9.       |
| Asif Kamran Dar    | Könnyűsúly      | Shlomo Niazov (ISR) · 5:0 | Leopoldo Cantancio (PHI) · 0:5 | kiesett                      | kiesett           | kiesett           | kiesett           | 17.      |
| Abrar Hussain Syed | Váltósúly       | erőnyerő                  | Vesa Koskela (SWE) · 1:4       | kiesett                      | kiesett           | kiesett           | kiesett           | 17.      |
| Muhammad Youssef   | Szupernehézsúly |                           |                                | Lennox Lewis (CAN) · RSC     | kiesett           | kiesett           | kiesett           | 9.       |

RSC – a mérkőzésvezető megállította a mérkőzést

## Vitorlázás
Nyílt
| Versenyző                               | Versenyszám    | Futam | Futam  | Futam | Futam | Futam | Futam | Futam  | Pontszám | Helyezés |
| Versenyző                               | Versenyszám    | 1     | 2      | 3     | 4     | 5     | 6     | 7      | Pontszám | Helyezés |
| --------------------------------------- | -------------- | ----- | ------ | ----- | ----- | ----- | ----- | ------ | -------- | -------- |
| Arshad Choudhry                         | Finn dingi     | 28,0  | (30,0) | 29,0  | 27,0  | 29,0  | 28,0  | 27,0   | 168,0    | 24.      |
| Muhammad Zakaullah Munir Sadiq          | 470-es osztály | 26,0  | 27,0   | 26,0  | 27,0  | 15,0  | 26,0  | (35,0) | 147,0    | 22.      |
| Khaled Akhtar Naseem Khan Adnan Youssef | Soling         | 24,0  | (27,0) | 24,0  | 25,0  | 24,0  | 24,0  | 24,0   | 145,0    | 20.      |